# Offensive de Prusse-Orientale
Batailles
Front de l’Est

Prémices :
- Campagne de Pologne
- Guerre d'Hiver

Guerre germano-soviétique :
- 1941 : l'invasion de l'URSS

- Opération Barbarossa

Front nord : 
- Guerre de Continuation
- Opération Silberfuchs
- Siège de Léningrad

Front central : 
- 2e bataille de Brest-Litovsk
- Bataille de Białystok–Minsk
- 1re bataille de Smolensk
- Bataille de Kiev

Front sud : 
- Siège d'Odessa
- Campagne de Crimée

- 1941-1942 : la contre-offensive soviétique

Front nord : 
- Poche de Demiansk
- Poche de Kholm

Front central : 
- Bataille de Moscou

Front sud : 
- Seconde bataille de Kharkov

- 1942-1943 : de Fall Blau à la 3e bataille de Kharkov

Front nord : 
- Offensive de Siniavino
- Opération Iskra
- Bataille de Krasny Bor
- Opération Poliarnaïa Zvezda

Front central : 
- Opération Mars

Front sud : 
- Bataille du Caucase (opération Fall Blau)
- Bataille de Stalingrad
- Opération Uranus
- Opération Saturne
- Offensive d'Ostrogojsk-Rossoch
- Offensive de Voronej-Kastornoe
- Opération Gallop
- Opération Étoile
- Troisième bataille de Kharkov

- 1943-1944 : libération de l'Ukraine et de la Biélorussie

Front central : 
- 2e bataille de Smolensk
- Opération Bagration

Front sud : 
- Bataille de Koursk
- Bataille du Dniepr
- Offensive Dniepr-Carpates
- Offensive de Crimée
- Offensive de Lvov-Sandomir

- 1944-1945 : campagnes d'Europe centrale et d'Allemagne

Allemagne : 
- Offensive Vistule-Oder
- Offensive de Poméranie orientale
- Siège de Breslau
- Offensive de Prusse-Orientale
- Bataille de Königsberg
- Bataille de Seelow
- Bataille de Bautzen
- Bataille de Berlin
- Capitulation allemande

Front nord et Finlande : 
- Guerre de Laponie
- Offensive Leningrad-Novgorod
- Bataille de Narva

Europe orientale : 
- Opération Margarethe
- Insurrection de Varsovie
- Soulèvement national slovaque
- Opération Panzerfaust
- Bataille de Budapest
- Opération Frühlingserwachen
- Offensive de Vienne
- Insurrection de Prague
- Offensive de Prague
- Bataille de Slivice

Front d’Europe de l’Ouest

Campagnes d'Afrique, du Moyen-Orient et de Méditerranée

Bataille de l’Atlantique

Guerre du Pacifique

Guerre sino-japonaise

Théâtre américain
L’offensive de Prusse-Orientale (en russe : Восточно-Прусская стратегическая наступательная операция) désigne une offensive de l'Armée rouge qui eut lieu du 13 janvier au 25 avril 1945 contre la Wehrmacht en province de Prusse-Orientale sur le Front de l'Est pendant la Seconde Guerre mondiale. L'issue de la bataille de Königsberg, victoire soviétique, eut un impact important sur le cours de l'offensive.

## Contexte historique

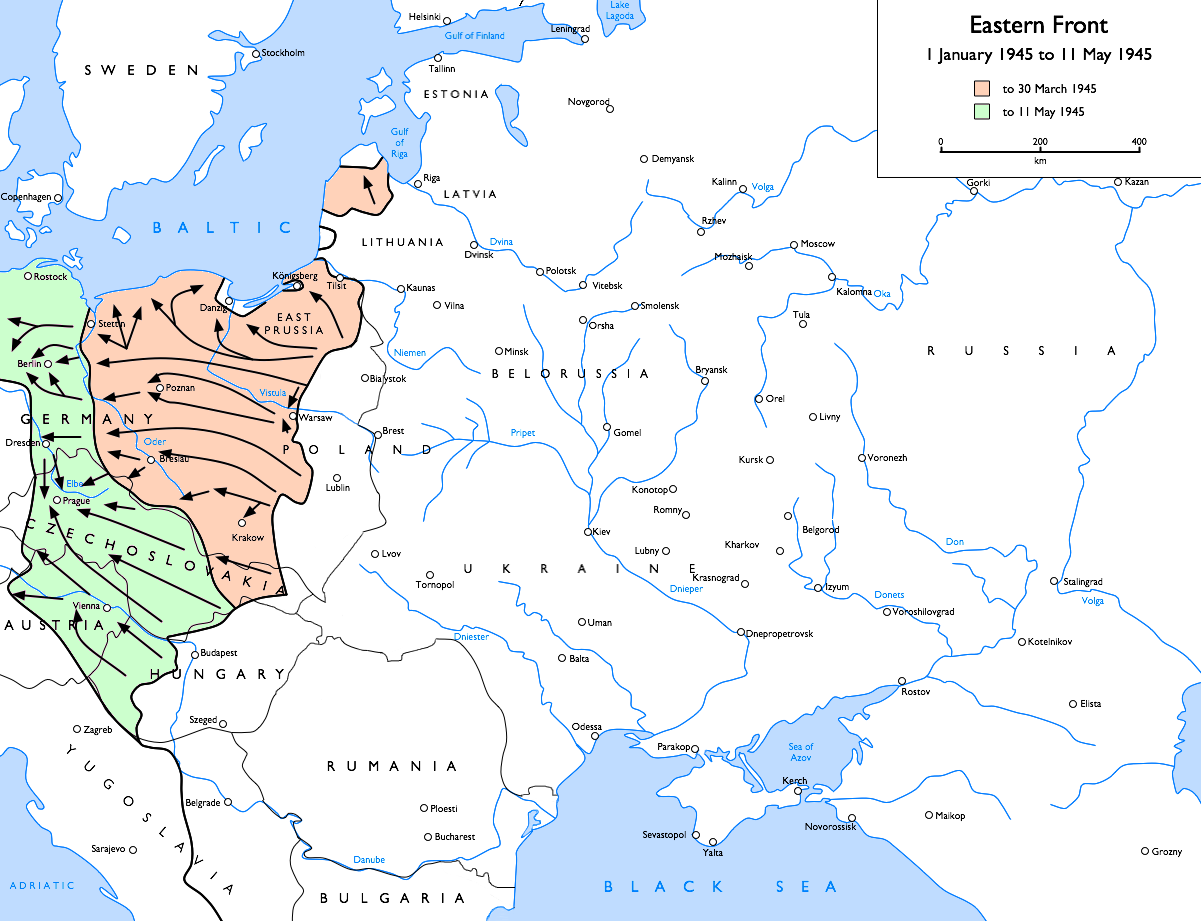
Le théâtre des opérations lors de l'offensive (janvier-mai 1945).

À la fin de l'année 1944, la Hongrie reste le dernier allié de l'Allemagne qui ne veut pas perdre ses ressources dont son pétrole. Les unités allemandes se retranchent donc dans la capitale Budapest et affrontent les forces soviétiques qui arrivent en vue de la ville à la fin décembre 1944. Après une proposition de reddition refusée, l'Armée rouge lance l'assaut et malgré des tentatives allemandes, vouées à l'échec (en raison du rapport de force), pour débloquer la ville, la garnison se rend le 11 février.
La Prusse orientale constitue, depuis les succès soviétiques de l'été et de l'automne 1944 la plus exposée des provinces allemandes, comme cela avait été le cas en 1914 : les pillages russes y ont laissé des traces durables dans les mémoires.
De plus, une première offensive soviétique, repoussée durant l'automne 1944, est stoppée, puis repoussée, une portion du territoire du Gau restant sous occupation soviétique : lors de cette opération, certaines agglomérations sont intégralement détruites par les troupes soviétiques, cette destruction entraînant le manque de réaction soviétique lors de la contre-offensive allemande.
Les opérations lancées à partir du 12 janvier 1945 sont une démonstration de la maîtrise de l'art opérationnel acquise par l'Armée rouge. Disposant d'une supériorité en troupes et en matériel considérable, accentuée par le redéploiement de certaines unités blindées de la Wehrmacht en Hongrie, quatre fronts soviétiques s'élancent des têtes de pont conquises sur la Vistule au sud de Varsovie et à l'est de Cracovie, percent les lignes défensives préparées par les Allemands pendant l'automne, exploitent la percée obtenue grâce aux armées blindées et progressent en à peine 23 jours de 400 km jusqu'à l'Oder où des têtes de pont sont sécurisées autour de Custrin. Varsovie, détruite et abandonnée par les Allemands, est libérée dès le 18 janvier, Lodz quelques jours plus tard. Le front allemand s'est complètement effondré. Les Soviétiques lancent alors une offensive en province de Prusse-Orientale pour renverser le flux d'invasion.

## Objectifs
Planifiée dès l'été 1944, alors pensée par Joukov comme un prolongement de l'opération Bagration, cette offensive est planifiée dans le détail au cours du mois de novembre 1944. Une directive en fixe les cinq objectifs principaux :
- Isoler la Prusse orientale du Reich.
- Prendre Königsberg.
- Protéger l'aile droite de Joukov dans le cadre de l'offensive stratégique de 1945.
- Détruire la 2e Armée, les 3e et 4e Panzer Armées.
- Occuper les ports qui ravitaillent le front de Courlande (Pillau, Hela, Gotenhafen, Dantzig) ainsi que Königsberg, capitale de la Prusse-Orientale.

Ces considérations sont en parties dictées par le souvenir des opérations dans la région au cours de la Première Guerre mondiale.
En dépit des protestations de Joukov et Rokossovski, souhaitant l'un comme l'autre asséner un choc opérationnel au Troisième Reich en menaçant, ou en prenant rapidement Berlin, la directive est maintenue.

## Préparation de l'offensive
Cette offensive, dotée d'un fort contenu idéologique par les Alliés, fait l'objet d'une préparation minutieuse, que les Allemands n'ignorent pas.

### Préparatifs soviétiques
Le Troisième front de Biélorussie, comportant 700 000 hommes a été renforcé en artillerie moderne et en unités de génie pour affronter les lignes de fortification allemandes; en outre, une aviation renforcée pour l'assaut au sol appuie cette vaste unité.
Positionné au Sud du Troisième front de Biélorussie, le deuxième front de Biélorussie compte 880 000 hommes, considérablement renforcé en unités du génie et par des moyens aériens très importants.
Malgré cette débauche de moyens, les forces soviétiques déployées ne peuvent remplir l'ensemble des objectifs assignés, étant en sous-effectifs devant l'ampleur de ces derniers.
Par la suite, les échecs tactiques soviétiques, aboutissant à des reconquêtes partielles de villes par les forces du Reich, aboutissent à une réorganisation méthodique des unités qui composent l'ordre de bataille soviétique : le premier front de la Baltique et le troisième front de Biélorussie sont dissous et fondus dans un groupe du Samland, commandé par Bagramian.

### Préparatifs allemands
Relativement bien informés des objectifs soviétiques dans la région par les services du renseignement militaire et par des reconnaissances blindées, les commandants allemands attendent la poussée soviétique sur un terrain parfaitement adapté et préparé pour la défense : lacs et cours d'eau, lignes de fortification, sur lesquelles sont positionnées des unités reposées et motivées.
Renforcées dans la précipitation durant l'été 1944, après la double promulgation, le 13 puis le 28 juillet, de décrets l'un préparé par Koch pour son Gau, l'autre préparé par Guderian relatifs l'un comme l'autre à l'érection de fortifications dans les Gaue orientaux et en Pologne occupée, les défenses de la région comportent à partir de cette date un fossé antichar et des blockhaus récents,. De plus, en application du décret du 8 mars 1944 et en dépit de l'inefficacité de cette mesure, certaines villes sont érigées en forteresses.
Face à la débauche de moyens soviétiques, les unités allemandes du groupe d'armées centre comptent 580 000 soldats, 700 chars et une aviation conséquente, dont le rôle de soutien des troupes au sol est précisément défini par son commandant, Robert Ritter von Greim. Ces unités doivent cependant être diluées dans la longueur du dispositif défensif, ce qui affaiblit leur efficacité.
Ces préparatifs militaires se doublent d'une minutieuse action de propagande orchestrée par les services de propagande nazie. C'est ainsi à Bartenstein, en Prusse Orientale, que la création du Volkssturm est officiellement annoncée le 18 octobre 1944 par Himmler. Les premières atrocités soviétiques à Nemmersdorf fournissent au ministère de Goebbels des thèmes de propagande pour inciter la population et l'armée à résister fanatiquement aux troupes soviétiques.

## L'offensive initiale

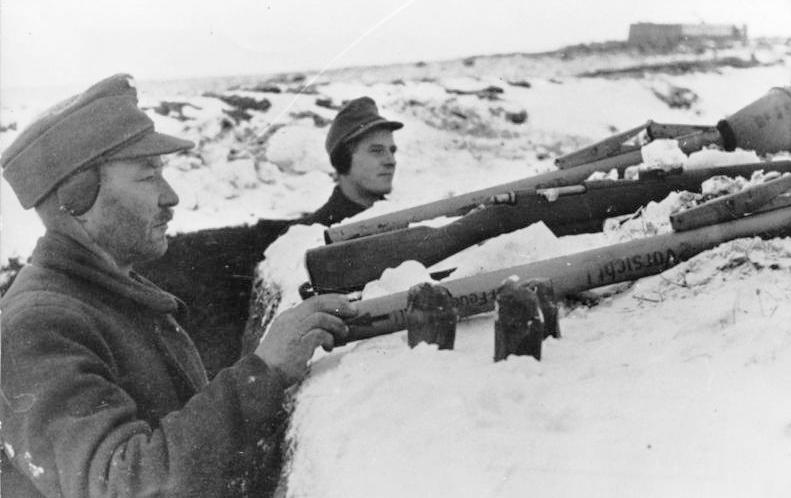
Soldats allemands de la Volksturm équiqués de Panzerfausts déployés sur les défenses extérieures de Königsberg le 20 janvier 1945.

Les historiens allemands s'accordent pour nommer cette opération « seconde offensive de Prusse-Orientale » . La première offensive (également connue sous le nom de code Opération Gumbinnen) se déroule du 16 au 27 octobre 1944 et est menée par le 3e front biélorusse et le 1er front de la Baltique sous le commandement du général Ivan Tcherniakhovski Les forces soviétiques subissent de lourdes pertes lors de celle-ci en pénétrant de 30 à 60 km en province de Prusse-Orientale et en Pologne et l'offensive doit donc être reportée.

### Offensive au Nord
Lancées à l'assaut le 13 janvier au matin, les unités soviétiques du 3e Front de Biélorussie affrontent une résistance acharnée, mais qui se délite rapidement devant l'énorme disproportion des moyens engagés de part et d'autre, le commandement allemand ayant redéployé ses réserves blindées devant Varsovie.
En effet, les progressions soviétiques des trois premiers jours de l'offensive sont mineures et non décisives et surtout, se font au prix de très lourdes pertes.
Le 16 janvier, un succès local, habilement exploité par les Soviétiques, décide du succès général et incite les Allemands à céder la première ligne de défense. Après 5 jours continus d'exploitation, le 24 janvier, un coup d'arrêt provisoire est donné à la poussée soviétique en Prusse du Nord : malgré ses succès, le 3e Front de Biélorussie n'est pas parvenu à écraser des unités allemandes en retraite plus ou moins ordonnée.

### Offensive au Sud
Le deuxième front de Biélorussie, lancé dans l'offensive le 14 janvier, perce dans l'après-midi de la première journée, après d'intenses bombardements d'artillerie. En dépit de succès tactiques locaux, les unités allemandes doivent se replier, et celles restées en avant sont harcelées et isolées dans leurs blockhaus par les sabotages des unités soviétiques infiltrées*.
Rapidement, après la rupture, l'exploitation est lancée dans la profondeur du dispositif allemand, empêchant les unités de se regrouper ; cette exploitation est possible aussi en raison de la densité relative du réseau routier, les Soviétiques négligeant les axes principaux, bien défendus, pour se faufiler par les routes secondaires.
Rapidement dépassés, les commandants allemands sont dans l'incapacité d'opposer une résistance efficace aux unités blindées soviétiques qui progressent en colonnes et écrasent ou négligent toutes les oppositions rencontrées.
Tannenberg, lieu de sépulture de Hindenburg, puis Rastenburg, la tanière du loup, en ruine sont occupés dès les premiers jours de l'offensive.
Le 20 janvier, Rokossovski, responsable de l'attaque, reçoit l'ordre de donner une nouvelle direction à ses unités : il doit envelopper les unités allemandes stationnées en Prusse Orientale, en atteignant la Baltique. Le 26 janvier, après plusieurs jours de combats, la Prusse orientale est définitivement isolée du reste du Reich, lorsque les unités soviétiques atteignent la lagune de la Vistule à l'Est de la ville d'Elbing.
Une fois la poche bouclée le 30 janvier 1945, De nombreuses tentatives de dégagement sont tentées et exécutées, mais, en dépit de succès initiaux, elles échouent rapidement ou sont sans lendemain.

### Résultats

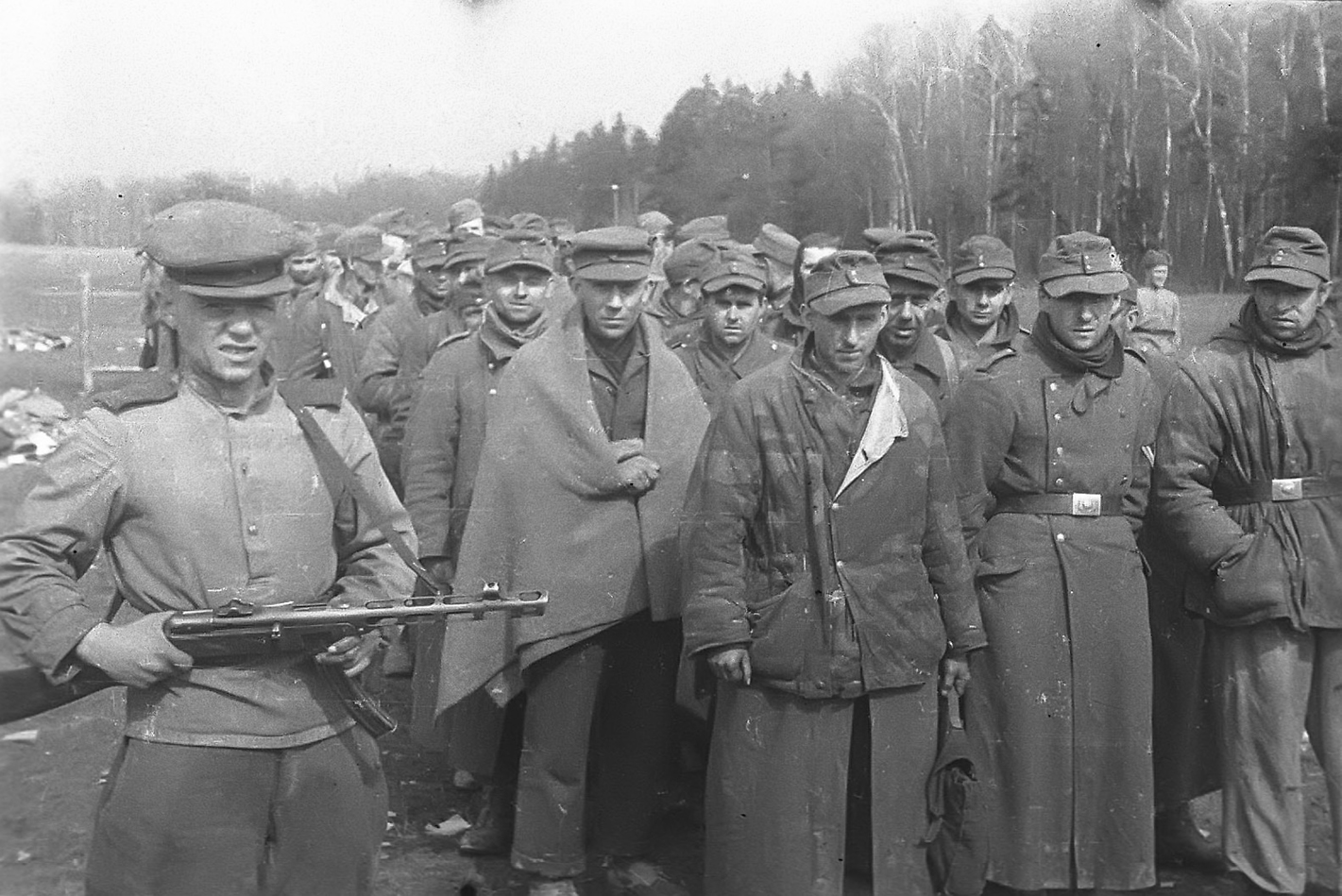
Prisonniers allemands en 1945, à proximité de Konigsberg.

Tilsit est occupée le 20 janvier, Allenstein le 23, le 26 l'embouchure de la Vistule est atteinte, isolant la province de Prusse-Orientale du reste du Reich. 500 000 soldats allemands se retrouvent pris au piège dans différentes poches de tailles variables en Prusse et en Poméranie orientale.
À l'issue de ces opérations, plus des deux tiers de la Prusse orientale sont passés sous le contrôle de l'Armée rouge, tandis que des poches allemandes sont laissées sur les arrières soviétiques. Reliées les unes aux autres et reliées au Reich, elles sont toutes promises à la conquête durant les trois mois qui suivent.

## La réduction de la poche
En dépit des succès soviétiques, les unités allemandes défendent fanatiquement le terrain face à des unités soviétiques épuisées par les combats et désorganisées par le relâchement généralisé de la discipline.

### Des capacités allemandes encore fortes
En dépit des pertes, les commandants de la poche lancent au mois de février de multiples contre-attaques, parfois couronnées de succès, aboutissant même, le 20 février 1945, à lever le siège de Königsberg pour une courte période.

## Les combats en Prusse Orientale: février-mai 1945
À la suite des opérations du mois de janvier, la Wehrmacht contrôle encore de la Prusse orientale trois zones : le secteur d'Heiligenbeil, la région de Königsberg fortifiée, et la région du Samland avec le port de Pillau, essentiel pour le ravitaillement des unités engagées dans la bataille.

### Autour de Pillau et du Samland
Dès le 7 février, les unités encerclées, motivées, soutenues par des unités de la Kriegsmarine, lancent des contre-offensives qui aboutissent au rétablissement de la voie ferrée qui relie Königsberg à Pillau, levant ainsi le premier siège de la capitale prussienne.
Cependant, le 13 mars, lors d'une puissante offensive, la route reliant Königsberg à Pillau est définitivement coupée. Devant l'étendue du désastre, les officiers supplient Hitler d'ordonner le retrait et l'abandon du port de Rosenberg, évacué seulement à partir du 25 mars : le dernier convoi, avec 8 500 hommes à son bord, part le 29 mars.
Le Samland, sans enjeu strictement militaire depuis le mois de février, est conquis dans la foulée de la conquête de Königsberg. Présenté par Erich Koch, Gauleiter de Prusse Orientale, comme un réduit combattant (il l'abandonne cependant le 25 avril*), importante base de la Kriegsmarine, le port de Pillau est massivement fortifié. Début avril, la situation dans la poche est critique, une offre de reddition est proposée le 11 avril aux assiégés, mais ne reçoit aucune réponse.
Le 13 avril, l'offensive, massive, est lancée. En dépit d'une forte résistance initiale, sans soutien aérien, les Allemands perdent rapidement pied, même si les officiers déploient des trésors d'improvisation, à l'image de Saucken, commandant de la poche, qui reconstitue des Kampfgruppen à partir de poussières d'unités. Haché menu par les attaques soviétiques, le front tient encore quelques heures, mais le lendemain, le commandement perd le contrôle de ses troupes et de ses unités, qui refluent en désordre vers Pillau, alors directement menacée.
Arrêtés devant un premier fossé antichar, les Soviétiques changent alors de stratégie, décident de bombarder systématiquement la poche puis d'introduire des unités d'infanterie qui submergent rapidement les unités allemandes désorganisées par l'absence de moyens de communication. Le lendemain, 22 avril, le second fossé est franchi, puis le 23 les ouvrages bétonnés construits en 1939 sont submergés. Au milieu du chaos de l'évacuation, la ville en ruine et les installations détruites de la Kriegsmarine tombent aux mains des Soviétiques le 25 avril tandis que les derniers évacués quittent la ville sous le nez des soldats soviétiques pour la poche du Samland.
Selon la consigne reçue, Bagramian et les commandants soviétiques se contentent de verrouiller la poche du Samland, de la bombarder quotidiennement, la privant de toute capacité d'action. Le commandant de la poche présente la reddition de la poche le 9 mai 1945.

## Pertes
Les Soviétiques perdent 126 464 tués et 458 314 blessés au cours des opérations tandis que 220 000 Allemands sont capturés lors de la seconde offensive.
La poche d’Heiligenbeil constitue le théâtre d'une bataille majeure lors de l'offensive, lors de laquelle 450 000 civils prussiens sont déplacés.

## Conséquences

### Pour les civils et les déportés
Le succès de cette offensive entraîne non seulement la mise en mouvement des populations allemandes de la province de Prusse-Orientale, mais aussi l'évacuation, vers l'intérieur du Reich des déportés des camps de concentration de la région. Ainsi, le camp de Stutthof, dont l'évacuation avait été planifiée à l'automne 1944, est évacuée à la fin du mois de janvier 1945.
Comme dans l'ensemble des régions menacées par l'avance soviétique, les populations allemandes, qui comptent en 1944 beaucoup de réfugiés évacués d'Allemagne occidentale, sous les bombes, fuient devant une avance soviétique inéluctable, présentée comme l'avant-garde du retour à la barbarie la plus sauvage. Maintenues dans l'ignorance des succès soviétiques par les fanfaronades de Koch et des responsables locaux, les populations, abandonnées par les cadres du NSDAP, fuient les agglomérations en pleine journée, voire en plein repas, au son du tocsin, après avoir enterré leurs biens les plus précieux, malgré les consignes de Koch, interdisant toute évacuation sans son ordre direct. Cette retraite, dans la panique et la confusion, de toute une population entraîne des embouteillages sur les routes et des scènes de chaos dans les gares et les ports.
L'offensive soviétique s'accompagne de destructions de villages, d'églises, de viols de masse, de profanations, actes que la propagande soviétique encourage, puis que la presse nazie rapporte abondamment. Les consignes du commandement soviétiques, ambiguës, le déchaînement de la propagande soviétique durant le printemps et l'été 1944 contribuent à donner aux soldats en route vers l'Ouest, le sentiment que les civils allemands ne devaient pas être traités avec le respect qui était dû aux civils d'un pays occupé, et allié à ce sentiment, une sensation d'impunité. Faut-il aussi rappeler que les soldats soviétiques après avoir vu les atrocités nazies perpétrées en Biélorussie, dans les Républiques baltes, dans la Russie occupée et en Ukraine avaient sans doute une soif de revanche que leurs commandants n'essayaient pas beaucoup, si tant est qu'ils le pouvaient, d'éteindre ?